# Il resto raccolto
Il resto raccolto è un album dei Modena City Ramblers registrato durante il tour del disco Raccolti e stampato in 1000 copie per il fan club. Attualmente è introvabile.

## Tracce
1. Delinqueint ed Modna
2. Il fabbricante dei sogni
3. La fola del Magalas
4. La fiola dal paisan
5. Atomica cinese
6. Richard Dwyer's set
7. La strada
8. In un giorno di pioggia
9. Quarant'anni
10. Bella ciao